# Herman Kraaijvanger
Herman Marie Joseph Hubert (H. M. of Herman) Kraaijvanger (Rotterdam, 20 juli 1903 – aldaar, 15 september 1981) was een Nederlands bouwkundige en architect bij Kraaijvanger Architecten, tegenwoordig Kraaijvanger Architects.

## Levensloop
Kraaijvanger studeerde bouwkunde aan de hts in Utrecht en aan het Hoger Bouwkunst Onderricht in Amsterdam. Samen met z'n broer Evert Kraaijvanger richtte hij het Bureau Kraaijvanger op. Hier was hij verantwoordelijk voor de ontwerpen.
Eind jaren 1930 werkte Kraaijvanger met het Bureau Kraaijvanger mee aan de woningbouwplannen aan de Rochussenstraat en Blijdorp. Hij leverde ook een bijdrage in het ontwerp van het in '40 vernielde gebouw van Jungerhans aan de Coolsingel en aan het Linnaeushof in Amsterdam.
Na de oorlog werkte hij met het architectenbureau mee aan de wederopbouw van Rotterdam. Tussen 1950 en 1970 verzorgde hij de ontwerpen van onder andere het Stationspostgebouw, de districtscentrales aan de Waalhaven en in Den Haag, Vroom & Dreesmann, het Jungerhans aan het Binnenwegplein, de Incassobank aan de Blaak en het Sint Franciscus Gasthuis.
In 1966 werd De Doelen geopend. Deze opdracht, die door het bureau samen met collega Rein Fledderus werd uitgevoerd, was zijn belangrijkste werk. De broers Kraaijvanger en Fledderus ontvingen dat jaar de penning van de Rotte.
Daarnaast was hij actief betrokken bij de kunstwereld in Rotterdam, zoals de Rotterdamse Kunststichting, de Rotterdamsche Kunstkring en het Rotterdams Philharmonisch Orkest. Tevens was hij redacteur van 'Intermezzo' en publiceerde regelmatig in De Maasbode en het R.K. Bouwblad, het officieel orgaan van de  Algemene Katholieke Kunstenaarsvereniging.
Herman Kraaijvanger was in 1958 benoemd tot officier in de Orde van Oranje-Nassau, ontving de Paul Nijgh-Penning in 1959, en ontving in 1971 ook de penning van de Maze.
In Amsterdam is in de buurt Noordoever Sloterplas een straat naar Herman Kraayvanger vernoemd, de H.M. Kraaijvanger-Straat.

## Publicaties
- H.M. Kraayvanger. Hoe zal Rotterdam bouwen?,  Rotterdam: W.L. & J. Brusse. 1946. 2e druk.
- Kraaijvanger, Rotterdam. Technische uiteenzettingen gegeven ter gelegenheid van de ingebruikneming van het nieuwe warenhuis van Vroom & Dreesmann Rotterdam N.V., Kraaijvanger, Rotterdam. 1950

Over Herman Kraaijvanger
- Ernest F. Groosman, "H.M. Kraaijvanger (1903-1981)," in Rotterdams jaarboek, 1982. p. 162-164
- Wijnand Galema, Gaby Hutjes & Juliette Roding (red.). E. H. Kraaijvanger (1899-1978), H. M. Kraaijvanger (1903-1981) : tussen traditionalisme en modernisme-op zoek naar schoonheid voor een moderne wereld. Rotterdam : Stichting Bonas, 2000
- Ida Jager, Evert en Herman Kraaijvanger: Architectonische noblesse, Rotterdam: nai010 uitgevers